# Ифигения (Эсхил)
«Ифиге́ния» (др.-греч. Ἰφιγένεια) — трагедия древнегреческого драматурга Эсхила (первая половина V века до н. э.), сюжет которой связан с мифами о Троянской войне и о микенском царском доме. Её текст утрачен практически полностью.

## Сюжет и судьба пьесы

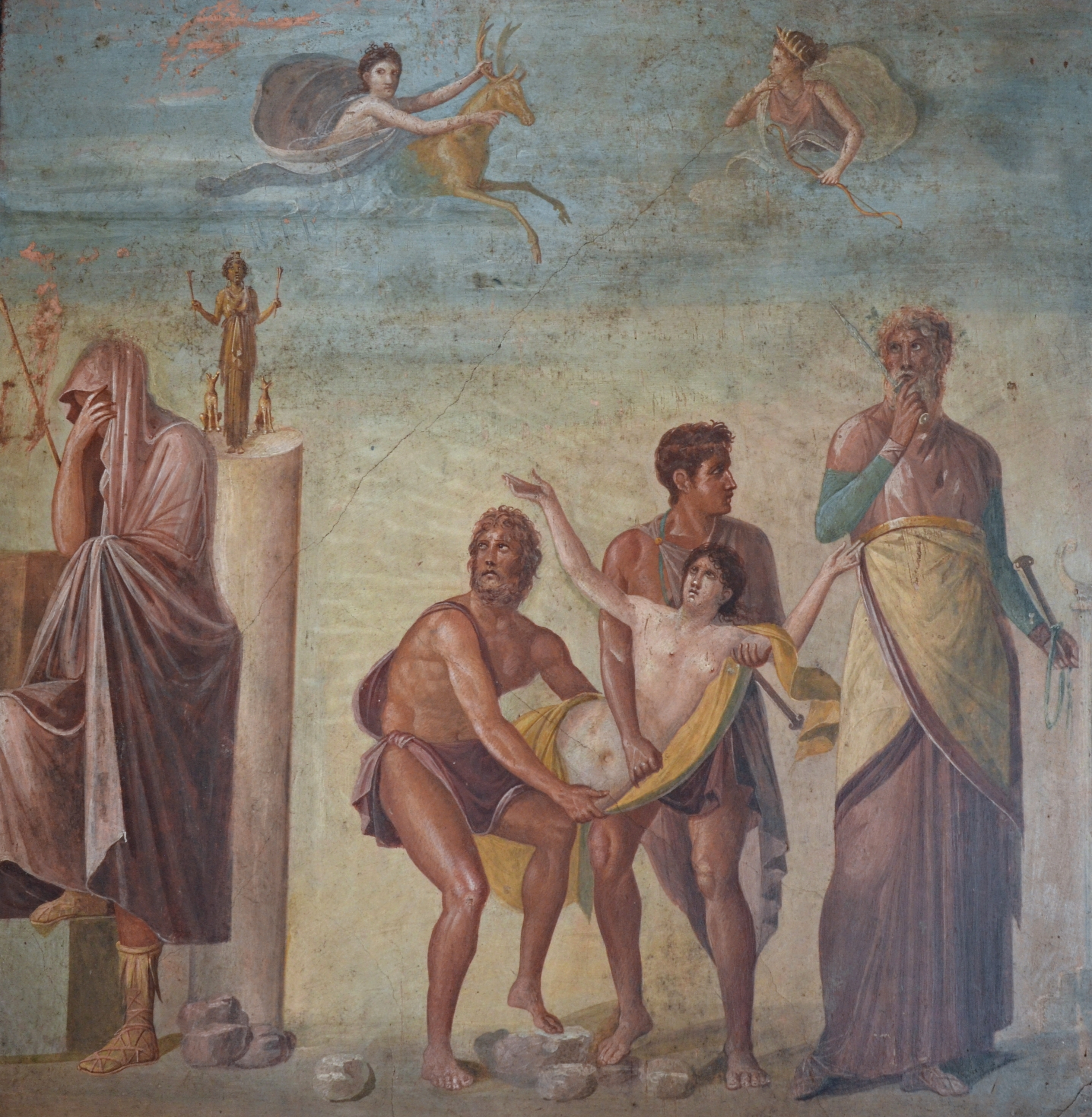
Жертвоприношение Ифигении. Фреска в Помпеях

«Ифигения» Эсхила посвящена популярному в античную эпоху сюжету. Заглавная героиня трагедии — дочь царя Микен Агамемнона и его жены Клитемнестры, которую родной отец должен принести в жертву, чтобы умилостивить Артемиду (с чем связан у Эсхила гнев этой богини, остаётся неясным). Без такого жертвоприношения греческий флот не смог бы отплыть из Авлиды к Трое, а потому Агамемнон вызывает дочь к себе, обманув её обещанием брака с Ахиллом, и царевна безропотно ложится на алтарь. Неизвестно, происходило ли в этой трагедии чудесное спасение Ифигении: в одной из версий мифа Артемида в последний момент подменила эту героиню ланью.
Обычно Эсхил объединял свои пьесы в тетралогии, и о Троянской войне он написал девять пьес. Однако нет точной информации о том, как эти произведения группировались в циклы. Текст «Ифигении» утрачен практически полностью: сохранился только короткий фрагмент с репликой об элевсинских таинствах: «О них не должно разглашать меж жёнами».